# Pyrus castribonensis
Il pero di Castelbuono (Pyrus castribonensis Raimondo, Schicchi & Mazzola, 2006)  è una specie della famiglia delle Rosacee, endemica della Sicilia.

## Etimologia
L'epiteto specifico fa riferimento a Castrum Bonum, il nome latino dell'attuale Castelbuono, centro delle Madonie in provincia di Palermo, nel cui territorio ricade il relativo locus typicus della specie.

## Descrizione
È un albero di forma più o meno conica, alto 3–8 m. Tronco e branche con corteccia grigiastra; rami giovani spinenscenti, eretto patenti, con lenticelle evidenti, glabri o con pochi peli sparsi.
Le foglie hanno lamina da ellittica ad ovata (rapporto larghezza/lunghezza = 0,37-0,56).
L'infiorescenza è un corimbo di 7-10 fiori, con ricettacolo a coppa, ricoperto da peli semplici, biancastri.
Il pomo è di forma tendenzialmente sferoidale e schiacciato ai poli, con calice da persistente a semipersistente.

## Distribuzione e habitat
Pyrus castribonensis è presente in una vasta area del territorio delle Madonie e dei Nebrodi. 
Si riscontra ai margini dei sughereti e dei coltivi tradizionali, tra 100 e 1000 m s.l.m.